# Хемлок Фармс (Пенсилванија)
Хемлок Фармс (енгл. Hemlock Farms) насељено је место без административног статуса у америчкој савезној држави Пенсилванија.

## Демографија
По попису из 2010. године број становника је 3.271.
| Група             | 2000.    | 2010.         |
| Белци             | 0 (0,0%) | 2.958 (90,4%) |
| Афроамериканци    | 0 (0,0%) | 71 (2,2%)     |
| Азијати           | 0 (0,0%) | 33 (1,0%)     |
| Хиспаноамериканци | 0 (0,0%) | 176 (5,4%)    |
| Укупно            | 0        | 3.271         |